# 아사히정 (오카야마현)
아사히정(旭町)은 오카야마현의 중앙부 (구메군)에 있던 정이다. 현재는 구메군의 외 2정과 합병에 의해 미사키 정이 되었고, 정사무소는 미사키 정사무소 아사히 종합 지소가 되어있다. 쇼와 대합병 후 곧바로 이전까지의 지명의 일부 생략이나 전혀 다른 것으로 개칭한 수가 많은 마을이기도 했다. 

## 역사
- 1953년 4월 1일 - 구메군 니시카와촌·쇼와촌·시토리니촌의 3촌이 합병, 정으로 승격해 아사히정이 성립하였다. 동년 7월 1일, 미쓰군 에요미촌의 일부를 편입하였다.
- 2005년 3월 22일 - 구메군 주오정, 야나하라정과 대등 합병으로 미사키정이 되었다.

## 교통

### 도로
- 국도 제429호선 (일본)(일본어판)